# Cerámica piezoeléctrica
Las cerámicas piezoeléctricas   son el elemento activo en la mayoría de los dispositivos y transductores ultrasónicos― más importantes, siendo los otros los cristales de cuarzo, los cristales hidrosolubles, los monocristales, los semiconductores piezoeléctricos, los polímeros y los compuestos piezoeléctricos.
Las cerámicas piezoeléctricas pertenecen al grupo que da mayor flexibilidad de formato y de propiedades, siendo ellas ampliamente utilizadas en la fabricación de equipos industriales, específicamente en sistemas de limpieza, equipos de soldadura por ultrasonido, para ensayos no destructivos y equipos para monitorear vibraciones.

## Historia
A mitad del siglo XVIII, Linneo y Aepinus comprobaron la existencia de un potencial eléctrico como respuesta a cambios de temperatura en determinados materiales.  A finales del siglo XVIII, Coulomb ya teorizaba que la electricidad podía ser producida aplicando presión. El fenómeno piezoeléctrico fue descubierto por René-Just Haüy, un minerólogo francés, hacia 1870, aunque sus experimentos no fueron concluyentes. Unos años después, en 1880, los hermanos Jacques y Pierre Curie, observaron experimentalmente que al aplicar presión a un cristal de cuarzo se establecían cargas eléctricas en este (el prefijo «piezo» deriva del griego piezein, que significa ‘presionar’). Más tarde comprobaron que los mismos materiales que muestran el efecto piezoeléctrico también muestran el efecto contrario, en el que cambian su forma bajo la influencia de un campo eléctrico dando lugar a lo que se denomina el efecto piezoeléctrico inverso.
Tras la Primera Guerra Mundial, debido a la dificultad para excitar transductores construidos con cuarzo, debido a su demanda para sistemas de alta tensión, comenzaron las investigaciones con materiales sintéticos piezoeléctrico. En los años cuarenta y cincuenta, estos esfuerzos llevaron a la fabricación de las primeras cerámicas piezoeléctricas, de titanato de bario (por la antigua Unión Soviética y Japón), y de titanato zirconato de plomo (Cerámica piezoeléctrica) por Estados Unidos.
Por su capacidad de poder convertir la deformación mecánica en energía eléctrica y la energía eléctrica en deformación mecánica, los cristales piezoeléctricos encuentran una gran variedad de aplicaciones en transductores de presión, agujas para reproductores de discos de vinilo, micrófonos, cristales resonadores para los relojes, sensores de presión, aceleración, tensión o fuerza, en osciladores electrónicos de alta frecuencia, etc.
El desarrollo de las cerámicas piezoeléctricas fue revolucionario. Además de presentar mejores propiedades que los cristales una vez polarizadas, también presentaban geometrías y dimensiones más flexibles, ya que son fabricadas a través de la sinterización de polvos cerámicos, conformados mediante prensado o extrusión. Actualmente los materiales piezoeléctricos predominantes en el mercado son las cerámicas piezoeléctricas tipo Cerámica piezoeléctrica con sus diversas variaciones. Otras como las compuestas por PT (PbTiO3) y el PMN (Pb(Mg1/3Nb2/3)O3) son utilizadas en dispositivos que con características especiales, como los transductores para alta temperatura.

## Funcionamiento
El efecto piezoeléctrico es un fenómeno físico que presentan algunos cristales debido al cual, aparece una diferencia de potencial eléctrico (voltaje) entre ciertas caras del cristal cuando éste se somete a una deformación mecánica y se denomina efecto piezoeléctrico directo (si ocurre al contrario, se trata del efecto piezoeléctrico inverso).
Cuando se aplica una tensión mecánica sobre el cristal, los átomos ionizados (cargados) presentes en la estructura de cada celda de formación del cristal se desplazan, provocando la aparición de cargas en las superficies del material. Debido a la regularidad de la estructura cristalina, y como los efectos de deformación de la celda suceden en todas las celdas del cuerpo del cristal, estas cargas se suman y se produce una acumulación de la carga eléctrica, produciendo una diferencia de potencial eléctrico entre determinadas caras del cristal que puede ser muchos voltios.
El efecto se produce únicamente en cristales que no tienen un centro de simetría en la celda unidad (centro simétrico), es decir, el centro de cargas negativas no puede coincidir con el de centro de cargas positivas a nivel de la celda unitaria. Esta asimetría en las cargas es la que da lugar a la formación de dipolos y a esa disposición se la denomina estructura de perovskita.
El hecho de que existan dipolos en el cristal, hace posible que al aplicar un campo eléctrico sobre el material, la estructura cristalina se deforme, expandiéndose o contrayéndose dependiendo de la dirección de la corriente y que al aplicar una fuerza sobre el cristal, sufriendo este una deformación mecánica, se genere un desplazamiento eléctrico de los dipolos, creándose una diferencia de potencial entre sus extremos. Esta diferencia de potencial entre los extremos es la denominada piezoelectricidad y los materiales que presentan esa propiedad son los materiales piezoeléctricos.
Dentro de este tipo de materiales, se pueden distinguir el grupo de los que poseen el carácter piezoeléctrico de forma natural (como el cuarzo, la turmalina o las sales de Rochelle), que suelen presentar un carácter más débil y el grupo que presenta propiedades piezoeléctricas después de ser sometidos a un proceso de polarización, las cerámicas piezoeléctricas (tantalio de litio, nitrato de litio, bernilita en forma de materiales mono cristalinos y cerámicas o polímeros polares bajo forma de micro cristales orientados), llamados ferro eléctricos.
Las cerámicas piezoeléctricas son cuerpos macizos semejantes a las utilizadas en aisladores eléctricos, ellas están constituidas por innumerables cristales ferroeléctricos microscópicos llegando a denominarse como policristalinas. Particularmente en las cerámicas del tipo Cerámica piezoeléctrica, esos pequeños cristales poseen estructuras cristalinas tipo perovskita, pudiendo presentar simetría tetragonal, romboédrica o cúbica simples, teniendo en cuenta la temperatura en la que el material se encuentre.
Estando por debajo de una temperatura crítica, conocida como Temperatura de Curie, la estructura perovskita presentará la simetría tetragonal donde el centro de simetría de las cargas eléctricas positivas no coincide con el centro de simetría de las cagas negativas, dando origen a un dipolo eléctrico. La existencia de este dipolo provoca que la estructura cristalina se deforme en presencia de un campo eléctrico y genere un desplazamiento eléctrico cuando es sometida a una deformación mecánica, caracterizando el efecto piezoeléctrico inverso y directo respectivamente.
La deformación mecánica o la variación del dipolo eléctrico de la estructura cristalina de la cerámica no necesariamente implica efectos macroscópicos, ya que los dipolos se organizan en dominios, que a su vez se distribuyen aleatoriamente en el material policristalino. Para que ocurran manifestaciones macroscópicas se precisa una orientación preferencial de estos dominios, conocida como polarización. Inclusive esta polarización se desvanece con el tiempo y el uso, inutilizando el material para la transformación de energía eléctrica en mecánica.

## Polarización
En los materiales piezoeléctricos, los dipolos con orientación paralela están agrupados en los denominados dominios de Weiss. En las cerámicas piezoeléctricas estos dominios de Weiss están orientados aleatoriamente. Las respuestas de los dipolos a un campo eléctrico aplicado desde el exterior tenderán a cancelarse unas a otras, no produciéndose cambios significativos en las dimensiones de la cerámica y no observándose ningún comportamiento piezoeléctrico macroscópico.
Para obtener una respuesta piezoeléctrica a nivel macroscópico, los dipolos deben estar alineados unos con otros permanentemente, para lo que se recurre al proceso de polarización. Una característica de los materiales piezoeléctricos es que poseen una temperatura de Curie, por encima de la cual los dipolos de los cristales pueden cambiar su orientación dentro de la fase sólida del material. En el proceso de polarización, el material es calentado por encima de esta temperatura de Curie y se le aplica un potente campo eléctrico en cuya dirección (dirección de polarización) se alinearán los dipolos.
Conservando el campo eléctrico constante, el material se enfría por debajo de su temperatura de Curie, haciendo que los dipolos se queden permanentemente alineados ya habiendo suprimido el campo eléctrico pudiendo decir que el material está polarizado. Los dipolos no quedarán completamente alineados ni paralelos unos con otros, pero esa alineación será suficiente para que presenten las propiedades piezoeléctricas.
Ya con el material piezoeléctrico polarizado, los dominios de Weiss aumentan su alineamiento proporcionalmente al voltaje que le sea aplicado, con el resultado de un cambio en las dimensiones del material.
Un detalle importante en los materiales piezoeléctricos es que si una vez polarizados se sobrepasa en ellos la temperatura de Curie, perderán o verán reducidas sus propiedades piezoeléctricas.

## Clasificación
Los materiales que presentan propiedades piezoeléctricas se dividen en dos grupos: los que presentan esas propiedades de forma natural y los que necesitan ser polarizados (que son los cerámicos piezoeléctricos).
Los primeros tienen un efecto piezoeléctrico muy pequeño, por ese motivo se desarrollaron los segundos, con un efecto mucho mayor, de los cuales los más usados en industria son el titaniato de bario (BaOTiO2), y una combinación de zirconato de plomo (PbZrO3) y titanato de plomo (PbTiO3). A esta combinación, se le llama en la industria Cerámica piezoeléctrica (zirconato titanato de plomo) y son fabricados por compresión de polvo a alta temperatura, moldeados y cocidos en un horno.
Para hacernos una idea de la diferencia de efecto piezoeléctrico de uno y otros, podemos observar sus constantes piezoeléctricas. El titaniato de bario fue descubierto en la década de 1940 y su uso fue principalmente enfocado a la fabricación de sensores de ultrasonidos, normalmente para sónares. Actualmente, aunque se sigue utilizando en la industria como componente principal de dispositivos de memoria, ha sido ampliamente reemplazados por el Cerámica piezoeléctrica (y sus derivados), que presentan una temperatura crítica (de Curie) mucho más alta.

## Proceso de fabricación
La fabricación de cerámicas piezoeléctricas es muy similar sea cual sea la cerámica que se quiere obtener. El proceso consta de los siguientes pasos:
1) Se selecciona el material y se pesa acorde a las proporciones para ser manufacturado.
2) Se muele en un molino de bolas para conseguir un grano muy fino
3) La mezcla se calienta hasta el 75 % de la temperatura de síntesis para acelerar la reacción de los componentes.
4) El polvo calcinado es molido de nuevo para incrementar su reactividad.
5) Se prensa y se elimina el sobrante.
6) Se calienta hasta la síntesis entre 1250 °C y 1350 °C.
7) Se corta, se pule y se le da la forma final.
8) Se somete al proceso de polarización.

### La cerámica piezoeléctrica
La cerámica piezoeléctrica fue desarrollada en 1952 en el Instituto Tecnológico de Tokio. Es una solución sólida sintetizada de titaniato de plomo con zinconato de plomo y son las cerámicas piezoeléctricas más usadas por su temperatura crítica, por su coeficiente piezoeléctrico y por su relativamente baja temperatura de funcionamiento (200 °C).
Tiene la ventaja sobre otras cerámicas de que se puede fabricar a un precio muy bajo, físicamente es fuerte y es químicamente inerte y además ha demostrado que tiene más sensibilidad piezoeléctrica que otras cerámicas, lo que se comprueba observando su coeficiente piezoeléctrico.

#### Características de los subgrupos de Cerámica piezoeléctrica
Navy Type I (“Hard”) Recomendado para aplicaciones de media y alta potencia en condiciones de uso continuo y repetitivo. Este es capaz de generar altas amplitudes de vibraciones manteniendo bajas las pérdidas mecánicas y dieléctricas. Propiedades de destaque: d33, disipación dieléctrica y Q. Principales aplicaciones: Sistemas de limpieza por ultrasonido y sonares. Conocido comercialmente como Cerámica piezoeléctrica-4.
Navy Type II (“Soft”) Alta sensibilidad, ideal para la transmisión y recepción de los dispositivos de baja potencia. Presenta perdidas dieléctricas y mecánicas que impiden la excitación continua con alta intensidad. Propiedades de destaque: d, g15, N y TC. Principales aplicaciones: Dispositivos para ensayos no destructivos, hidrófonos y acelerómetros. Comercialmente conocida como Cerámica piezoeléctrica-5A.
Navy Type III (“Hard”) Similar, pero menos sensible que el Navy Type I; es capaz de convertir el doble de potencia manteniendo bajas las pérdidas mecánicas y dieléctricas. Recomendado para aplicaciones que precisen de alta potencia. Propiedades de destaque: Disipación dieléctrica, Q y conversión de potencia máxima. Principales aplicaciones: sistemas de soldadura por ultrasonidos y procesamiento de materiales. Comercialmente conocida como Cerámica piezoeléctrica-8.
Navy Type IV (“Soft”) Adecuado para aplicaciones de potencia media. Se tornó obsoleto con la llegada de la Cerámica piezoeléctrica, siendo substituido principalmente por el Navy Type I (según la nota 5, el subgrupo Navy Type IV es constituido por BT y no por Cerámica piezoeléctrica). Posee baja TC. Principales aplicaciones: manutención de equipos antiguos. Conocido comercialmente como titanato de bario.
Navy Type V (“Soft”) Adecuado para aplicaciones que requieren alta energía y diferencia potencial. Propiedades destacadas: d33, K33 y g33. Principales aplicaciones: detonadores de impacto. Comercialmente conocida como Cerámica piezoeléctrica-5J.
Navy Type VI (“Soft”) Adecuado para aplicaciones que requieren grandes deformaciones mecánicas. Propiedades destacadas: d 33 y K 33. Principales aplicaciones: actuadores y posicionadores. Comercialmente conocida como Cerámica piezoeléctrica-5H.

## Constantes piezoeléctricas
Las principales propiedades de los materiales piezoeléctricos desde el punto de vista de aplicación son [3,4,6]:
Constante de carga piezoeléctrica d

- Unidad: m/V (metros/Volt) o C/N (Coulombs/Newton).
- Significado: Informa cuál es la proporción entre la variación dimensional (Δl) del material piezoeléctrico (en metros) y la diferencia de potencial aplicada (en Volts), y entre la generación de cargas eléctricas (en Coulombs)y la fuerza aplicada en el material (en Newtons).
- Valores típicos: De 0,2 a 8 Angstrons por Volt aplicado, y de 20 a 800 pico Coulomb por Newton aplicado, para cerámicas piezoeléctricas de Cerámica piezoeléctrica.
- Cuándo/Dónde es una información indispensable: En el diseño de posicionamiento piezoeléctrico e sensores de fuerza/deformación.

Constante de tensión piezoeléctrica g

- Unidad: Vm/N (voltios por metros/Newton).
- Significado: Informa cuál es la proporción entre la diferencia de potencial generada (en Volts) la fuerza aplicada (en Newton) para una cerámica con longitud de 1 metro. Valores típicos: De -1 a 60 Volts para cada Newton aplicado (considerando el tamaño del eje en cuestión de 1 metro), para cerámicas piezoeléctricas de Cerámica piezoeléctrica. Disminuyendo la dimensión de la cerámica o aumentando la fuerza, el módulo de la tensión generada también aumenta. Cuándo/Dónde es una información indispensable: En el diseño de detonadores de impacto y “magic clics” (encendedores de cocina).

Coeficiente de acoplamiento
- Unidad: adimensional.
- Significado: Eficiencia del material en la transducción/conversión de energía eléctrica en mecánica y viceversa.
- Valores típicos: De 0.02 (equivalente a 2 % de eficiencia) a 0.75 (equivalente a 75 % de eficiencia), para cerámicas piezoeléctricas de Cerámica piezoeléctrica.
- Cuándo/Dónde es una información indispensable: En el control de calidad de las cerámicas piezoeléctricas y en el diseño de dispositivos en que no se desea la conversión de energía cruzada, o sea, que una vibración o deformación en un eje no genere cargas eléctricas o diferencia potencial en otro eje. En este caso, cuanto menor sea el respectivo factor de acoplamiento mejor.

Factor de calidad mecánico Q

- Unidad: adimensional.
- Significado: Es una medida del amortiguamiento del material.
- Valores típicos: De 50 a 1500, para cerámicas piezoeléctricas de Cerámica piezoeléctrica.
- Cuándo/Dónde es una información indispensable: En el diseño de dispositivos dinámicos de alta potencia.

Factor de disipación dieléctrica Tan δ

- Unidad: Adimensional.
- Significado: Es una medida dieléctricas del material.
- Valores típicos: De 2 × 10-3 a 25 × 10-3 para cerámicas piezoeléctricas de Cerámica piezoeléctrica (sobre bajo campo).
- Cuándo/Dónde es una información indispensable: En el diseño de dispositivos dinámicos de alta potencia y/o sometidos a altos campos eléctricos.

Temperatura de Curie TC
- Unidad: grados Celsius.
- Significado: Es la temperatura donde la estructura cristalina del material sufre una transición de fase dejando de presentar propiedades piezoeléctricas. Después de superar esta temperatura, el material pierde la polarización remanente inducida, tornándose inservible para su utilización como elemento transductor de energía eléctrica en mecánica.
- Valores típicos: De 150 a 350 °C, para cerámicas piezoeléctricas de Cerámica piezoeléctrica.
- Cuándo/Dónde es una información indispensable: En el diseño de dispositivos que deberán funcionar en altas temperaturas y de alta potencia.

Constantes de frecuencia N
- Unidad: Hz m (Hertz × metro).
- Significado: Es un factor importante ya que permite la estimación de la frecuencia de resonancia de los dispositivos piezoeléctricos.
- Valores típicos: De 800 a 3000 Hzm, para cerámicas piezoeléctricas de Cerámica piezoeléctrica.
- Cuándo/Dónde es una información indispensable: En el diseño de dispositivos que funcionan en resonancia

Impedancia acústica Z
- Unidad: MRayls (kg/m²s).
- Significado: Es la manera con que la energía mecánica se propaga por el medio, es una propiedad análoga a la del índice de refracción. La diferencia entre las impedancias acústicas de dos medios adyacentes es determinante de la fracción de la energía reflejada y transmitida de una onda que incide en la interfaz.
- Valores típicos: De 25 a 40 MRayls, para cerámicas piezoeléctricas de Cerámica piezoeléctrica (Z de agua = 2 MRayls y del aire aproximadamente 1 × 10–3MRayls). Es calculado por el producto de la densidad por la velocidad (la velocidad es aproximadamente igual a dos veces la respectiva constante de frecuencia, en el caso de las cerámicas).
- Cuándo/Dónde es una información indispensable: En el diseño de dispositivos, este factor emitirá o captará ultrasonidos/vibraciones mecánicas.

## Aplicaciones
Las primeras aplicaciones serias de los piezoeléctricos (naturales, claro, aún no se habían desarrollado las cerámicas piezoeléctricas) tuvieron lugar durante la Primera Guerra Mundial, donde se incorporaron a los submarinos para servir como detectores de ultrasonidos (sónares). Sin embargo a este éxito, por entonces, las grandes empresas no le dieron ninguna importancia, si bien es cierto que el este primer uso que se dio a estos materiales sigue presente hoy día.
Pocos años después se desarrollaron métodos de prueba de materiales basados en la propagación de ondas ultrasónicas y nuevos métodos de medidas de presión transitoria, útiles para estudiar, por ejemplo, las combustiones internas de un motor. Además se empezaron a fabricar los primeros micrófonos, tocadiscos, acelerómetros, etc.
Ya durante la Segunda Guerra Mundial se fabricó el primer material cerámico piezoeléctrico, el titaniato de bario y más tarde la familia titaniato zirconato de plomo (Cerámica piezoeléctrica). Gracias al desarrollo de estas cerámicas se pudo mejorar el sónar, se utilizaban también para simplificar circuitos eléctricos, se mejoraron los micrófonos y se creó el primer transductor cerámico de tonos.
Una aplicación muy importante de los piezoeléctricos, más en concreto del cuarzo, es en los osciladores electrónicos de precisión, dispositivos que usan la frecuencia natural de resonancia del cristal excitada por un voltaje para fabricar relojes, radios o relojes internos de ordenador.
Actualmente se investiga su uso como dispositivos de memoria (denominados FRAM), cuya ventajas sobre las memorias convencionales RAM y ROM es que son memorias no volátiles, de bajo consumo, que no necesitan procesos de refresco y son de fácil lectura/escritura, sin embargo, problemas de integración y velocidad de momento no permiten competir a esta tecnología con el otro tipo de memorias (de tecnología semiconductora).
Su uso está extendido a muchos más ámbitos. Gracias a estas cerámicas existen detectores de humo, los mandos de televisión, sensores de movimiento, los clásicos mecheros “de clic”, que generan chispa al presionarse, y aún hoy cada año se siguen patentando decenas de productos basados en los piezoeléctricos.
Las principales aplicaciones de las cerámicas piezoeléctricas son:
- Equipos médicos de imagen por ecografía
- Medidores de nivel y distancia por pulso-eco (los sensores de estacionamiento automotivos son ultrasónicos).
- Equipos de limpieza por ultrasonidos
- Sensores de vibraciones y acelerómetro
- Máquinas de soldadura por ultrasonidos
- Transductores por ultrasonidos para ensayos no destructivos (END).
- Actuadores y motores piezoeléctricos

## Formas y dimensiones
Las formas y dimensiones más comunes de las cerámicas piezoeléctricas comerciales son :
- Cerámicas piezoeléctricas de alta potencia para soldadura por ultrasonido en Cerámica piezoeléctrica-8 en el formato de anillos:
  - 50 × 20 × 5,15 mm
  - 50,8 × 19,1 × 3 mm
  - 38,1 × 19,1 × 5,15 mm
  - 30 × 10 × 6 mm
  - 25 × 12 × 3,15 mm
  - 25 × 10 × 4,15 mm
- Cerámicas piezoeléctricas de potencia para limpieza por ultrasonidos en Cerámica piezoeléctrica-4 en el formato de anillos:
  - 50 × 20 × 5,15 mm
  - 38 × 13 × 6,35 mm
  - 25 × 12 × 3,15 mm
- Cerámicas piezoeléctricas para sensores en Cerámica piezoeléctrica-5A:
  - Anillos de 38 × 13 × 6,35 mm
  - Anillo de 25 × 12 × 3,15 mm
  - Disco de 15 × 0,9 mm

Las cerámicas piezoeléctricas también son conocidas popularmente como cristales piezoeléctricos, cristales piezo, cristal piezoeléctrico y cristal piezo.